# Județul Buzău
Buzău este un județ situat în sud-estul României, în regiunea Muntenia. Se învecinează la nord-vest cu județele Brașov și Covasna, la vest cu Prahova, la sud cu Ialomița, la est cu Brăila, și la nord-est cu Vrancea.

## Demografie

### Evoluția populației
Conform recensământului efectuat în 2021, județul Buzău are o populație de 404,979 locuitori, în scădere față de cel din 2011, când fuseseră înregistrați 432,054 locuitori. D-ea lungul timpului, populația județului a crescut și scăzut, așa arată evoluția populației a județului Buzău:
- 1948: ||||||||||||||||||||| 430,225 locuitori
- 1956: ||||||||||||||||||||||| 465,829 locuitori
- 1966: |||||||||||||||||||||||| 480,951 locuitori
- 1977: ||||||||||||||||||||||||| 508,424 locuitori
- 1992: ||||||||||||||||||||||||| 516,307
- 2002: ||||||||||||||||||||||||  496,214 locuitori
- 2011: ||||||||||||||||||||| 432,054 locuitori
- 2021: |||||||||||||||||||| 404,979 locuitori

### Compoziția etnică a populației
. 

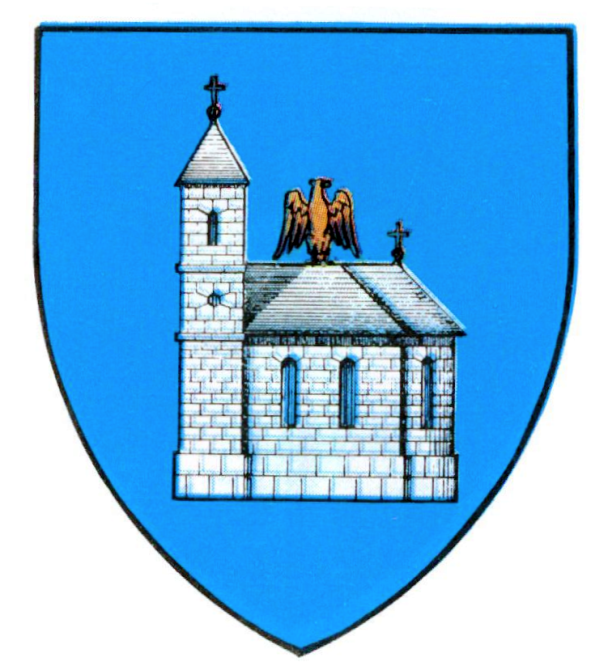
Stema Județului Buzău din perioada interbelică

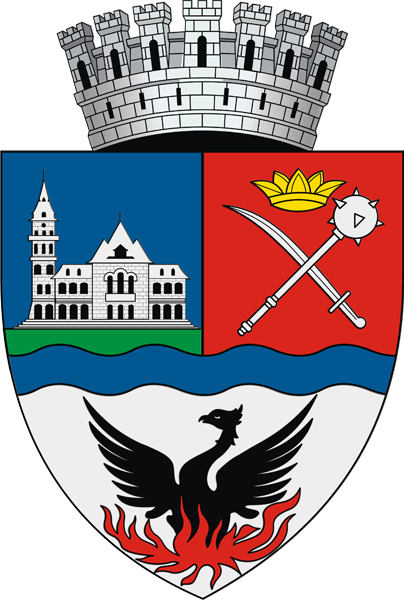
Stema Municipiului Buzău

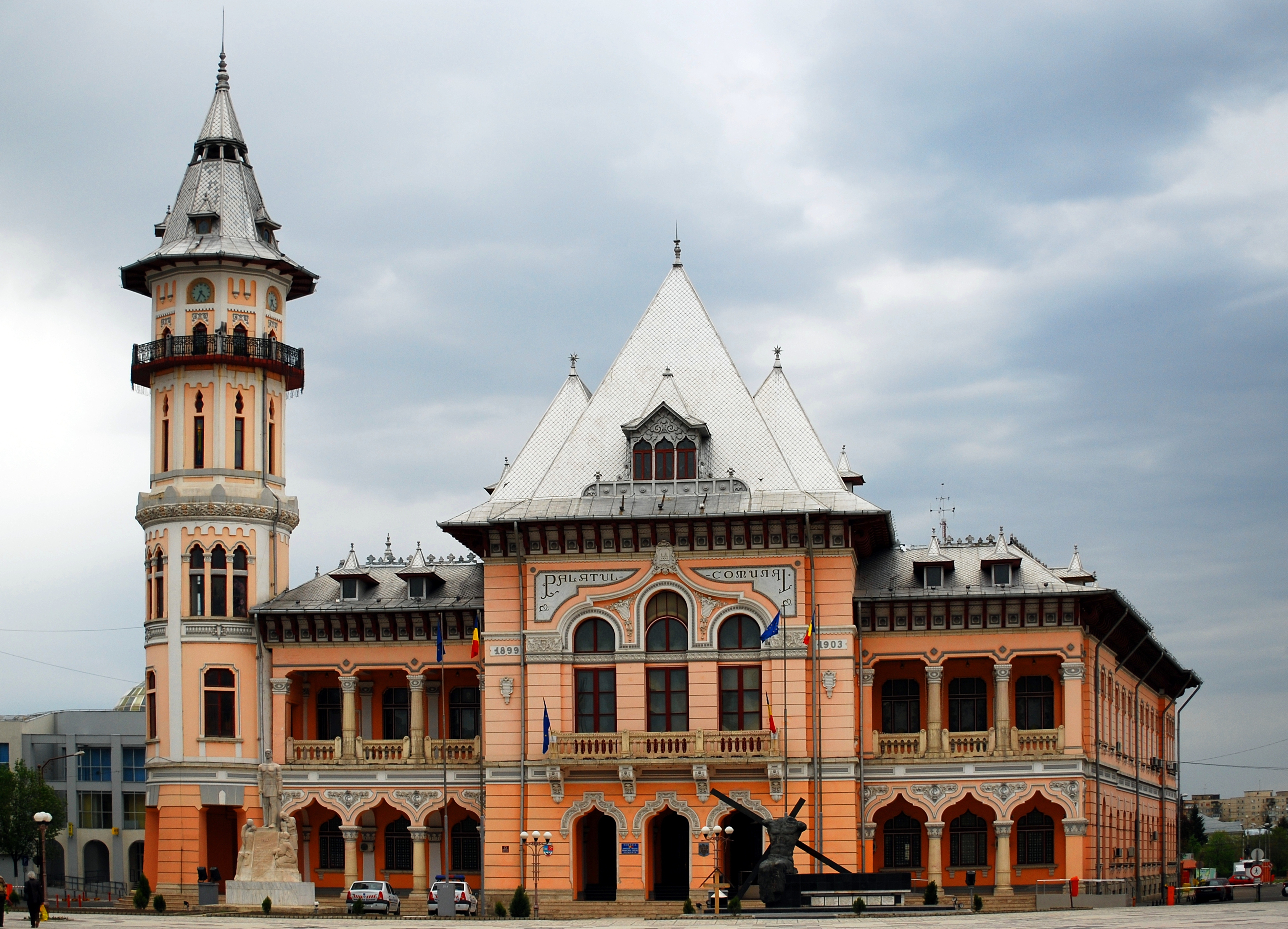
Palatul Comunal Buzău, în prezent sediul primăriei Municipiului Buzău

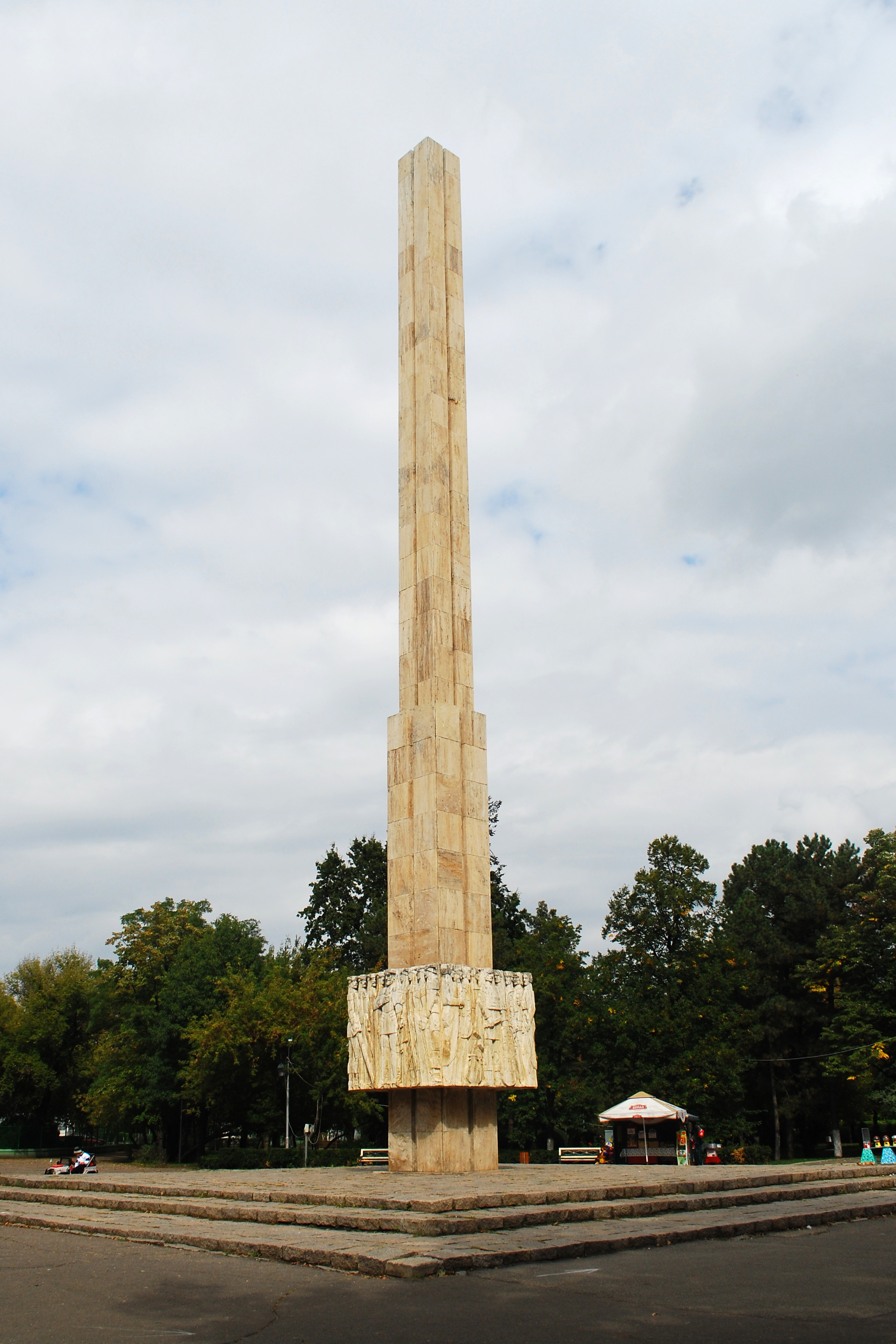
Obeliscul din parcul Crâng, Județul Buzău

Din cei 404,000 de locuitori al județului Buzău, compoziția etnică este astfel:
• Români: 85,64% (346,825 loc.)
• Romi: 4,38% (17,747 loc.)
• Altă etnie: 0,05% (204 loc.)
• Date indisponibile: 9,89% (40.067 loc.)

## Diviziuni administrative
Județul este format din 87 unități administrativ-teritoriale: 2 municipii, 3 orașe și 82 de comune.
Lista de mai jos conține unitățile administrativ-teritoriale din județul Buzău.
| Stemă              | Nume               | Tip de localitate            | Populație          | Imagine            |
| Municipii și orașe | Municipii și orașe | Municipii și orașe           | Municipii și orașe | Municipii și orașe |
| ------------------ | ------------------ | ---------------------------- | ------------------ | ------------------ |
|                    | Buzău              | municipiu reședință de județ | 115.494            |                    |
|                    | Râmnicu Sărat      | municipiu                    | 33.843             |                    |
|                    | Nehoiu             | oraș                         | 10.211             |                    |
|                    | Pogoanele          | oraș                         | 7.275              |                    |
|                    | Pătârlagele        | oraș                         | 7.304              |                    |
| Comune             |                    |                              |                    |                    |
|                    | Amaru              | comună                       | 2.640              |                    |
|                    | Balta Albă         | comună                       | 2.590              |                    |
|                    | Beceni             | comună                       | 4.403              |                    |
|                    | Berca              | comună                       | 8.534              |                    |
|                    | Bisoca             | comună                       | 2.791              |                    |
|                    | Blăjani            | comună                       | 1.132              |                    |
|                    | Boldu              | comună                       | 2.380              |                    |
|                    | Bozioru            | comună                       | 1.161              |                    |
|                    | Breaza             | comună                       | 2.913              |                    |
|                    | Brădeanu           | comună                       | 2.565              |                    |
|                    | Brăești            | comună                       | 2.399              |                    |
|                    | Buda               | comună                       | 2.870              |                    |
|                    | Bălăceanu          | comună                       | 1.632              |                    |
|                    | C.A. Rosetti       | comună                       | 3.713              |                    |
|                    | Calvini            | comună                       | 4.536              |                    |
|                    | Cernătești         | comună                       | 3.847              |                    |
|                    | Chiliile           | comună                       | 623                |                    |
|                    | Chiojdu            | comună                       | 3.509              |                    |
|                    | Cilibia            | comună                       | 1.864              |                    |
|                    | Cislău             | comună                       | 4.697              |                    |
|                    | Cochirleanca       | comună                       | 5.092              |                    |
|                    | Colți              | comună                       | 1.094              |                    |
|                    | Costești           | comună                       | 4.817              |                    |
|                    | Cozieni            | comună                       | 2.139              |                    |
|                    | Cănești            | comună                       | 898                |                    |
|                    | Cătina             | comună                       | 2.544              |                    |
|                    | Florica            | comună                       | 1.597              |                    |
|                    | Ghergheasa         | comună                       | 2.493              |                    |
|                    | Gherăseni          | comună                       | 3.456              |                    |
|                    | Glodeanu Sărat     | comună                       | 4.469              |                    |
|                    | Glodeanu-Siliștea  | comună                       | 3.998              |                    |
|                    | Grebănu            | comună                       | 5.319              |                    |
|                    | Gura Teghii        | comună                       | 3.439              |                    |
|                    | Gălbinași          | comună                       | 4.116              |                    |
|                    | Largu              | comună                       | 1.526              |                    |
|                    | Lopătari           | comună                       | 4.242              |                    |
|                    | Luciu              | comună                       | 2.911              |                    |
|                    | Merei              | comună                       | 6.803              |                    |
|                    | Mihăilești         | comună                       | 2.084              |                    |
|                    | Movila Banului     | comună                       | 2.726              |                    |
|                    | Murgești           | comună                       | 966                |                    |
|                    | Mânzălești         | comună                       | 2.591              |                    |
|                    | Măgura             | comună                       | 2.241              |                    |
|                    | Mărgăritești       | comună                       | 697                |                    |
|                    | Mărăcineni         | comună                       | 8.279              |                    |
|                    | Năeni              | comună                       | 1.805              |                    |
|                    | Odăile             | comună                       | 882                |                    |
|                    | Padina             | comună                       | 4.111              |                    |
|                    | Pardoși            | comună                       | 453                |                    |
|                    | Pietroasele        | comună                       | 3.301              |                    |
|                    | Podgoria           | comună                       | 3.236              |                    |
|                    | Poșta Câlnău       | comună                       | 5.968              |                    |
|                    | Puiești            | comună                       | 4.146              |                    |
|                    | Pârscov            | comună                       | 5.654              |                    |
|                    | Pănătău            | comună                       | 2.537              |                    |
|                    | Racovițeni         | comună                       | 1.424              |                    |
|                    | Robeasca           | comună                       | 1.124              |                    |
|                    | Rușețu             | comună                       | 3.720              |                    |
|                    | Râmnicelu          | comună                       | 4.789              |                    |
|                    | Scorțoasa          | comună                       | 3.076              |                    |
|                    | Scutelnici         | comună                       | 2.346              |                    |
|                    | Siriu              | comună                       | 3.211              |                    |
|                    | Smeeni             | comună                       | 6.649              |                    |
|                    | Stâlpu             | comună                       | 3.193              |                    |
|                    | Săgeata            | comună                       | 4.949              |                    |
|                    | Săhăteni           | comună                       | 3.248              |                    |
|                    | Săpoca             | comună                       | 3.305              |                    |
|                    | Sărulești          | comună                       | 1.346              |                    |
|                    | Tisău              | comună                       | 4.704              |                    |
|                    | Topliceni          | comună                       | 4.080              |                    |
|                    | Ulmeni             | comună                       | 3.199              |                    |
|                    | Unguriu            | comună                       | 2.415              |                    |
|                    | Vadu Pașii         | comună                       | 9.311              |                    |
|                    | Valea Râmnicului   | comună                       | 5.425              |                    |
|                    | Valea Salciei      | comună                       | 776                |                    |
|                    | Vernești           | comună                       | 8.633              |                    |
|                    | Vintilă Vodă       | comună                       | 3.131              |                    |
|                    | Viperești          | comună                       | 3.493              |                    |
|                    | Vâlcelele          | comună                       | 1.587              |                    |
|                    | Ziduri             | comună                       | 4.402              |                    |
|                    | Zărnești           | comună                       | 5.459              |                    |
|                    | Țintești           | comună                       | 4.518              |                    |

## Transporturi

### Drumuri județene
- DJ100H: Mizil (PH) - (BZ) (KM 19+840) - Strezeni - Haleș - Izvoru - Valea Sălciilor - Vernești (KM 44+840) : Lungime = 25 km
- DJ102B: Vălenii de Munte (PH) (KM 23,200) - Zeletin - Calvini  - Cislău (KM 34+350) : Lungime = 11,150 km
- DJ102C: Albești-Paleologu (PH) – Urlați (PH) – (BZ) (KM 33+832) - Buda-Crăciunești - Cislău (KM 45+200) : Lungime = 11,377 Km
- DJ102F: Sătuc - Berca - Scorțoasa - Chiliile - Glodu-Petcari - DJ 203K : Lungime = 32,200 Km
- DJ102H: Mizil (PH) - (BZ) (KM 10+800) - Scorțeanca - Amaru - Pitulicea - DN2 (E85) - Glodeanu-Siliștea - (IL) (KM 40+000) - Reviga : Lungime = 29,200 Km
- DJ102L: Nucșoara de Sus (PH) - (BZ) (KM 10+000) - Chiojdu - Cătina - Bâscenii de Sus (KM 22+000) : Lungime = 12,000 Km
- DJ103P: Chiojdu - Bâsca Chiojdului - Nehoiu : Lungime = 30,700 Km
- DJ203G: Costești – Stâlpu – Merei – Sărata-Monteoru (...) Haleș – DN10 (lângă Măgura)

## Administrație
Județul Buzău este administrat de un consiliu județean format din 32 consilieri. În urma alegerilor locale din 2024, consiliul este prezidat de Lucian Romașcanu de la PSD, iar componența politică a Consiliului este următoarea:
|  | Partid                          | Consilieri | Componența Consiliului | Componența Consiliului | Componența Consiliului | Componența Consiliului | Componența Consiliului | Componența Consiliului | Componența Consiliului | Componența Consiliului | Componența Consiliului | Componența Consiliului | Componența Consiliului | Componența Consiliului | Componența Consiliului | Componența Consiliului | Componența Consiliului | Componența Consiliului | Componența Consiliului | Componența Consiliului | Componența Consiliului | Componența Consiliului | Componența Consiliului |
|  | ------------------------------- | ---------- | ---------------------- | ---------------------- | ---------------------- | ---------------------- | ---------------------- | ---------------------- | ---------------------- | ---------------------- | ---------------------- | ---------------------- | ---------------------- | ---------------------- | ---------------------- | ---------------------- | ---------------------- | ---------------------- | ---------------------- | ---------------------- | ---------------------- | ---------------------- | ---------------------- |
|  | Partidul Social Democrat        | 21         |                        |                        |                        |                        |                        |                        |                        |                        |                        |                        |                        |                        |                        |                        |                        |                        |                        |                        |                        |                        |                        |
|  | Partidul Național Liberal       | 7          |                        |                        |                        |                        |                        |                        |                        |                        |                        |                        |                        |                        |                        |                        |                        |                        |                        |                        |                        |                        |                        |
|  | Alianța pentru Unirea Românilor | 4          |                        |                        |                        |                        |                        |                        |                        |                        |                        |                        |                        |                        |                        |                        |                        |                        |                        |                        |                        |                        |                        |

## Sărbători tradiționale populare și religioase în județul Buzău
- Buzău - 12 - 24 iunie: Drăgaica
- Râmnicu Sărat - 15 mai: Floarea de salcâm
- Bisoca - ultima duminică a lunii august: Pe plaiuri bisocene
- Bozioru - 20 iulie: Sf. Ilie; 6 august: Pobreajenul; 29 august: Sf. Ioan
- Brăești - 8 septembrie: Pinul
- Buda - 29 iunie: Sf. Petru; 8 septembrie: Nașterea Maicii Domnului
- Calvini - 25 martie:  Buna Vestire ; Moșii de vară; 27 iulie: Pantilimon
- Cătina - 24 iunie: târg anual
- Cernătești, sat Aldeni - 27 iulie: Pantilimon
- Chiojdu - 8 septembrie: Nașterea Maicii Domnului; Înălțarea Domnului
- Cozieni - 15 august: Sf. Maria
- Gura Teghii - ultima săptămâna a lunii mai: Gherghelaș
- Lopătari - 29 iunie: Sf. Petru; 27 iulie: Târg la Plaiul Nucului
- Măgura - 29 iunie: Sf. Petru; 6 august: Pobreajenul
- Merei, sat Dealul Viei, sat Monteoru - zilnic în perioada 15 iun.- 1 sept., 8 iunie: Sf. Mihail
- Mânzălești - 29 august: Sf. Ioan - Beslii; ultima duminică din iunie: Meledic; 15 august: Festivalul Slanicului, Gavanu; Gura Badic - Rusaliile
- Murgești  - 15 august: Sf. Maria
- Odăile - 15 august: Sf. Maria; prima duminică dupa Sf. Maria
- Pardoși - 20 iulie: Sf. Ilie
- Pătârlagele - sâmbata; prima vineri dupa Paști: Târgul Cucului,la Valea Muscelului
- Pietroasele - 1 iunie: târg la Șarânga
- Podgoria - 29 iunie: Coțatcu; 27 iulie: Pleșești
- Racovițeni  - 29 august: Sf. Ioana
- Rușețu - 29 iunie: Sf. Petru; 15 august: Sf. Maria
- Sărulești - 27 iulie: Pantilimon
- Vintilă Vodă  - Duminica Floriilor; 14 septembrie: Ziua Crucii; 14 octombrie: Vinerea Mare; 21 noiembrie: Ovidenia; 6 decembrie: Sf. Nicolae
- Viperești, sat Tronari - 8 noiembrie: Sf. Mihail și Gavril
- Vâlcelele -  8 septembrie: Nașterea Maicii Domnului.

## Obiective turistice

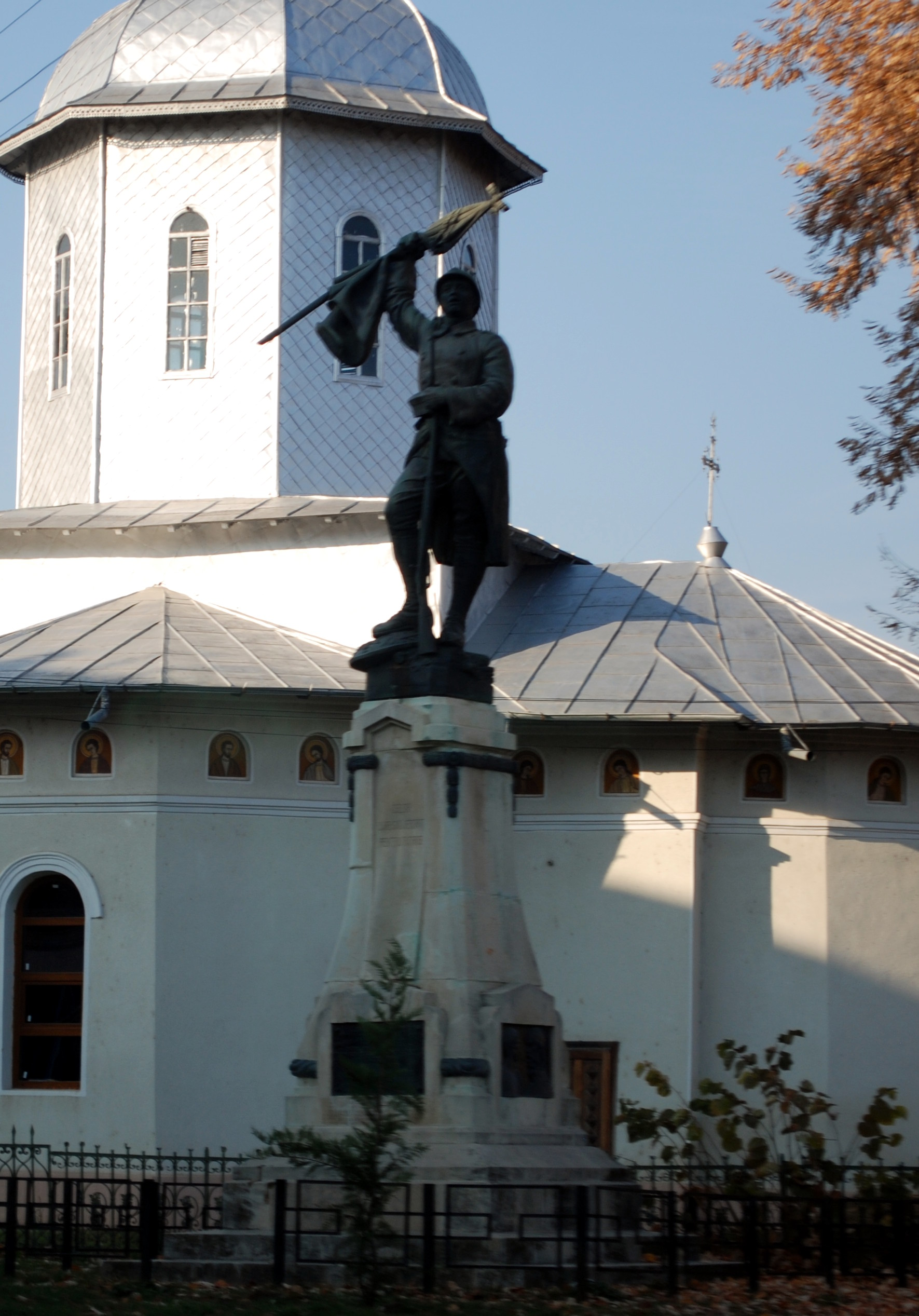
Monumentul Eroilor din Pătârlagele

- Monumentul Eroilor din PătârlageleSituat în sud-estul României, acest județ se întinde pe aproape întreg bazinul hidrografic al râului Buzău și reunește armonios trei forme de relief: munți la nord, câmpii la sud și in rest zonă de dealuri subcarpatice. Reședința administrativă a județului este Municipiul Buzău. Configurația geografică, varietatea peisajului și multitudinea de râuri au creat condiții propice pentru așezările omenești și continuitatea acestora de-a lungul timpurilor. Peisajele variate, în special în zona de munte și deal, cât și elementele populare, etnografice și istorice oferă o atracție specială pentru turiști. Munții Buzăului și Vrancei situați în partea nordică a județului, acoperiți de păduri seculare și pajiști largi cu faună bogată, sunt puncte de interes atât pentru turiștii care vin aici la odihnă, cât și pentru pescari și vânători. Munții Buzăului sunt alcătuiți din cinci masive, Penteleu fiind cel mai mare și cel mai înalt (1772 m deasupra nivelului mării). Siriu (1659 m altitudine) este ușor de urcat și mult mai atractiv datorită peisajelor pitorești. Aici se gasește lacul Vulturilor numit și Lacul Fără Fund, format in perioada periglaciară și care este un fenomen impresionant la aceasta altitudine. Zona de deal, cunoscută sub numele de subcarpații Buzăului, are altitudini cuprinse intre 400–800 m și este acoperită de podgorii. Podgoria Dealul Mare este cea mai cunoscută. În aceasta zonă se întâlnește un fenomen unic, Vulcanii Noroioși de la Dealurile Pâclelor. Pe Valea Slănicului, lângă Lopătari, la o altitudine de 700 m, se întâlnește alt fenomen numit focurile vii, acestea fiind flăcări albastre care ard în crăpăturile solului. Lacurile județului Buzău sunt un punct de atracție turistică: Joseni, Polociori acestea fiind situate în Valea Grăbicina; Melediu la Odaștie; Lacurile Amara si Balta Albă sunt cunoscute pentru noroiul terapeutic. Pentru tratament, turiștii își pot petrece vacanțele în stațiunea Sărata-Monteoru (ape minerale pentru reumatism), unica stațiune balneară a județului Buzău, întemeiată de marele magnat Grigore Monteoru în anul 1895 la Fisici și Siriu. Monumentele culturale, arhitecturale și istorice sunt: Câmpul Roman din satul Pietroasele, Biblioteca Vasile Voiculescu fondată în 1893, Muzeul Chihlimbarului din Colți, tabăra de vară de Sculptură în aer liber de la Măgura, cu peste 256 sculpturi de piatră realizate în 16 editii. Se mai găsesc: Palatul Comunal construit între 1899-1903 și acum adăpostind primaria Buzăului, Catedrala Episcopală construită în 1649, Seminarul Teologic, construit în 1838, Tribunalul construit în 1911-1912; Muzeul Județului Buzău, adăpostit în localul Școlii normale de fete construite în anul 1920 prin grija doctorului Constantin Angelescu, marele reformator al învățământului românesc, Dumbrava care adapostește bustul lui Petre Stănescu realiazat de Constantin Brâncuși. O importantă pagina de istorie a acestui județ o reprezintă descoperirea Tezaurul de la Pietroasele („Cloșca cu Puii de Aur”) în 1837 pe dealul Istrița. La acestea se adaugă Mina de petrol din stațiunea Sărata Monteoru aflată încă în activitate și prin aceasta fiind unică în Europa și chiar în lume.Mina de petrol este o raritate în lume, prin sistemul de exploatare a zăcămintelor petrolifere. Puțurile sunt la adâncimea de 240-320 metri. Mina de petrol a fost construită în 1925 pe sondele nr. 50 și 42. Are ascensor (colivie) cu el putând coborî până în fundul pământului și apoi urca. Pentru situații de urgență are și intrare-ieșire pe scări cu locuri de repaus din 4 în 4 metri. Această mină de petrol își întinde galeriile subterane de-a lungul a 4500 de metri orizont +44 și 3900 metri în orizont -25, la un sfert de kilometru adâncime în scoarța pământului.[3]

- Vulcanii noroioși de la Pâclele Mari și Pâclele Mici;
- Tabăra de sculptura în aer liber de la Măgura - comuna Tisău;
- Colecția muzeală Colți - comuna Colți;
- Platoul Meledic - comuna Mânzălești;
- Dealul cu Lilieci Cernătești - comuna Cernătești;
- Focul viu - comuna Lopătari;
- Piatra Albă La Grunj - comuna Cernătești;
- Casa memorială Vasile Voiculescu - comuna Pârscov;
- Blocurile de calcar de la Bădila - comuna Viperești;
- Mănăstirea Ciolanu - comuna Tisău;
- Mănăstirea Rătești - comuna Berca;
- Stațiunea balneoclimaterică Sărata Monteoru - comuna Merei;
- Masivul Penteleu și Masivul Siriu - Lacul Vulturilor (Masivul Siriu);
- Lacurile Amara și Balta Albă.
- Locuințele rupestre - sat Nucu, comuna Bozioru
- Trovanții de la Ulmet